# 史久武
史久武（1954年9月—2006年1月13日），浙江省临安市（今杭州市临安区）於潜镇人，曾任浙江省发改委主任。长期从事经济、招商等工作。
2006年时，从其工作地点——浙江省人民政府一号楼（发改委办公楼）三楼坠亡。最初，中国大陆媒体对其死亡未有报道。香港《文汇报》和《大公报》报道后的1月16日，南方都市报发表大致内容一致、未有结论的一般报道

## 主要工作经历：
- 早年为工人，文革期间就读于浙江省化工学院[1]。
- 浙江省杭州化工职工大学讲师、副校长[1]。
- 1994年1月—1995年2月，杭州经济技术开发区管委会副主任、党工委书记。
- 1995年2月—1998年10月，杭州经济技术开发区管委会主任、党工委书记。期间1997年4月起，增杭州市人民政府副市长、杭州高新技术产业开发区主任等职。
- 1998年10月—2001年3月，任中共萧山市委书记。
- 2001年4月—2002年3月，任中共台州市委副书记、台州市人民政府代市长。
- 2002年3月—2004年5月，任中共台州市委书记。
- 台州市人大常委会主任[1]。
- 2004年5月—2006年1月，任浙江省发展和改革委员会主任、党组书记。

## 有关评价
其在台州任职期间，对台州城建的贡献较大，但有相当的争议。